# Ramabai Medhavi
Ramabai Medhavi, dite Pandita Ramabai Saraswati, née le 23 avril 1858 à Mangalore au Karnataka (Inde) et décédée le 5 avril 1922 à Pune (Inde), est une érudite sanskrite et humaniste indienne. Convertie au christianisme et féministe avant la lettre elle contribua beaucoup à l’émancipation de la femme indienne.

## Biographie

### Jeunesse et formation
Née en 1858 dans une famille brahmane orthodoxe – son père étant un érudit et bon connaisseur des écritures hindoues – Ramabai fut initiée à la langue sanskrite dès sa jeunesse, un fait rare à son époque. Elle n’a que 16 ans lorsqu’elle perd ses parents (1874), lors de la grande famine de 1874-1877. Avec son frère, survivant comme elle, elle s’installe à Calcutta (1878) et y poursuit des études à l’université. Son remarquable niveau de connaissance de la tradition hindoue fait qu’on lui décerne, malgré son jeune âge, le titre de ‘Pandita’ (Érudit et maître à penser hindou) et celui de ‘Saraswari‘, nom de la déesse du Savoir.
En 1880, Ramabai se marie avec un Bengali, Babu Behari Das Medhavi, de caste inférieure à la sienne. Elle en a une fille, Manorama. Elle est active au Brahmo Samaj de Calcutta, un mouvement socioreligieux promouvant la réforme et modernisation de l’hindouisme.

### Féministe hindoue
À la mort de son mari, Pandita Ramabai s’installe à Pune où elle reste active au Brahmo Samaj (connu à Pune sous le nom de Prarthana Samaj) particulièrement en ce qui concerne l’émancipation de la femme hindoue. Elle fonde l’association ’Arya Mahila Samaj’ à Bombay avec des branches en d’autres villes pour l’éducation féminine et l’émancipation des femmes. Le christianisme l’attire. Elle est influencée par les écrits du théologien protestant, Nehemiah Goreh. En 1882 elle publie un livre ‘Stree Dharma Neeti [la morale des femmes]’ décrivant la situation de la femme dans la société hindoue, et les améliorations nécessaires rapidement.
Le problème des veuves hindoues, surtout les plus jeunes (certaines sont encore enfants...) la préoccupe particulièrement. En 1886 Pandita Ramabai fait un voyage aux États-Unis pour y récolter de l’argent en vue de fonder en Inde un home pour les ‘veuves-enfants’. A son retour elle fonde la ‘Sharada Sadan’ pour les jeunes veuves et la Mukti Mission’. Maniant la plume aussi bien que la parole, elle publie en 1887 ‘The High Caste Hindu Woman [La femme hindoue de haute caste]’.

### Conversion au christianisme
Lors d’un voyage en Angleterre Pandita Ramabai fait le pas décisif: elle demande le baptême et est reçue dans l’Église anglicane le 29 septembre 1893. Cela soulève une grande controverse dans les milieux hindous, mais elle insiste que son christianisme ne la lie à aucune dénomination ou Église particulière. Elle continue ses récitals et conférences sur les écritures hindoues et reste végétarienne. Avec comme conséquence, d’un autre côté, que des chrétiens mettent en doute sa conversion religieuse... En fait elle continue simplement son chemin personnel de grande liberté et courage spirituel, guidée (d’après ses dires) par la force du Christ dont elle a fait l’expérience et Auquel seul elle accepte de se soumettre.
Sa foi chrétienne renforce, en fait son engagement de toujours au service de la femme indienne, dénonçant la société hindoue qui subjugue la femme et, dans tous les domaines, lui fait violence. Elle contribue à l’émergence d’une théologie chrétienne indienne plus pratique que dogmatique : d’abord et avant tout le service des autres. Le Christ transcende toutes les dénominations, églises ou écoles de pensée. Il est connu au fond des cœurs.
Rien ne l’irritait autant que les divisions au sein du Christianisme. La foi en Jésus-Christ est beaucoup plus qu’accepter un credo et une doctrine à son sujet : « Dans une Inde déjà profondément divisée par son système de castes le christianisme ajoute d’autres divisions ». À partir de 1904 elle met en chantier une traduction personnelle de la Bible en Marathi. Pandita Ramabai n’aura de cesse d’inviter les chrétiens à surmonter leurs divisions pour créer une ‘Église nationale indigène’.
À partir de 1920 sa santé donne des signes de défaillance. Ramabai confie son œuvre - surtout la ‘Mukti Mission’ - à sa fille Manorama Bai. Cependant celle-ci meurt en 1921. Le choc est considérable. Neuf mois plus tard, le 5 avril 1922, Pandita Ramabai meurt au home qu’elle a fondé - la 'Sharada Sadan’ - à Pune. Elle a 64 ans.

## Honneurs et souvenir
- Médaille Kaisar-I-Hind en 1919
- Le calendrier liturgique de l’Église épiscopalienne des États-Unis l’honore en date du 5 avril.
- En reconnaissance des éminents services rendus à la cause des femmes indiennes les services postaux de l’Inde émirent un timbre-poste à son effigie le 26 octobre 1989.
- Le cratère de Vénus Medhavi a été nommé en son honneur[2].